# Norra stambanan
Norra stambanan är en elektrifierad järnväg mellan Gävle/Storvik och Ånge.

## Historia
Järnvägen från Stockholm mot Norrland byggdes under senare delen av 1800-talet. Den första delen var Stockholm-Uppsala som var klar 1866. Järnvägen byggdes sedan bit för bit via Krylbo (bansträckan invigd 1873), Storvik (1875), Ockelbo (1876), Holmsveden (1877), Bollnäs (1878), Järvsö (1879), Ljusdal (1880) och Ånge (1881).
Allt som allt tog det ungefär 15 år att bygga klart järnvägen.
Redan 1879 hade sträckan Torpshammar–Ånge-Bräcke–Östersund på Norrländska tvärbanan blivit invigd, så när stambanan nådde Ånge kunde hela sträckan Stockholm–Östersund öppnas för trafik (och i förlängningen Storlien, norska gränsen och Trondheim).
Stambanans fortsättning norrut kallas Stambanan genom övre Norrland och går via Bräcke, en bit söderut på Norrländska tvärbanan. Där drogs järnvägen vidare norrut till Håsjö 1883, Ragunda 1884, Långsele 1886, Anundsjö 1889, Vännäs 1891, Hällnäs 1892, Jörn 1893 och Boden 1894  där SJ på Malmbanan då trafikerade sträckan Luleå-Boden-Gällivare.
Norra stambanans elektrifiering från Stockholm till Ånge genomfördes 1933–36.
Trots att de flesta städer och därmed transporter rimligen bör ske längs kusten så löper banan ofta många mil inne i landet, enligt antikustprincipen. Detta var i huvudsak av försvarspolitiska skäl, om en fientlig landstigning skedde någonstans längs norrlandskusten skulle fortfarande styrkeuppbyggnad genom personal från söder kunna ske vid Bodens fästning med omnejd. Stambanan är i norr både kurvig och har större lutningar än som tillåts för moderna järnvägar. Medelhastigheten är endast 95 kilometer per timme trots att en mängd förbättringar har utförts sedan banan byggdes.

## Trafik
SJ 3000-tågen och InterCity-tågen mellan Östersund och Stockholm går Norra stambanan till Gävle och därifrån Ostkustbanan via Uppsala till Stockholm. SJ:s och Snälltågets nattåg från Jämtland till Stockholm, Göteborg och Malmö går antingen via Sundsvall eller via Norra stambanan.

## Sträckning

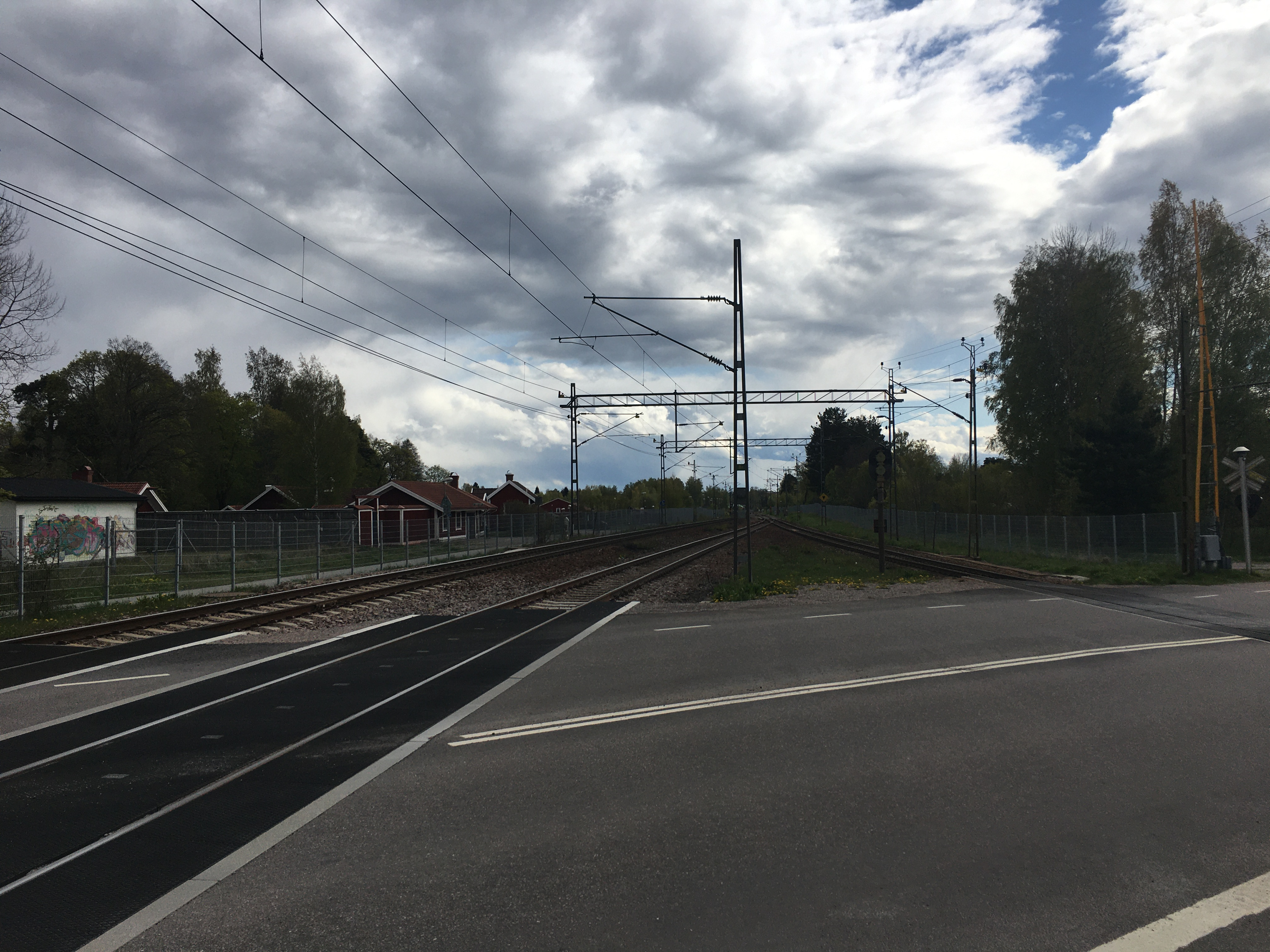
Järnvägsövergång mellan stadsdelarna Strömsbro och Stigslund i Gävle där Ostkustbanan skiljs från Norra stambanan (Gävle–Ockelbo Järnväg).

Norra stambanans sträckning är Gävle/Storvik–Ockelbo–Ljusdal–Ånge. Numera förekommer synen att Norra Stambanan också går Ånge–Bräcke gemensamt med Mittbanan. De flesta godstågen går via Storvik–Ockelbo, som är stambanans ursprungliga sträckning. Tidigare räknades också fortsättningen söderut via Krylbo och Uppsala till Stockholm till Norra stambanan, men dessa banor ingår nu i Godsstråket genom Bergslagen, Dalabanan och Ostkustbanan. Efter 1942 när Gävle–Ockelbo Järnväg både förstatligats och elektrifierats har den sträckan mer och mer räknats som stambana i och med att persontågen Stockholm–Norrland börjat gå där. Samtliga persontåg på banan går numera via Gävle.

## Källhänvisningar
1. 1 2 3 4 5 6  ”Trafikera järnväg”. Trafikverket. Arkiverad från originalet den 31 oktober 2012. https://web.archive.org/web/20121031015509/http://www.trafikverket.se/Foretag/Trafikera-och-transportera/Trafikera-jarnvag/. Läst 17 juli 2014.
2. ↑  ”Elektrifiering och elektrisk drift”. Historiskt om Svenska Järnvägar. http://www.historiskt.nu/diverse/eldriften/el_driftdatum.html. Läst 28 april 2013.
3. 1 2 3  Carlquist, Gunnar, red (1937). Svensk uppslagsbok. Bd 20. Malmö: Svensk Uppslagsbok AB. sid. 204
4. ↑  Norra stambanan (Trafikverket)